# 2050
2050 (MML) kommer att bli ett normalår som börjar en lördag i den gregorianska kalendern. Det kommer vara det första året på decenniet 2050-talet.

## Framtida händelser

### Okänt datum
Jordens folkmängd beräknas vara 9,8 miljarder människor år 2050, enligt United Nations Population Division.